# منطقه صنعتی که‌سونگ
منطقه صنعتی که‌سونگ (انگلیسی: Kaesong Industrial Region) یک منطقه صنعتی اداری ویژه در کره شمالی است. این شهر در سال ۲۰۰۲ از بخشی از شهر که‌سونگ تشکیل شد. در ۱۰ فوریه ۲۰۱۶، به‌طور موقت توسط دولت کره جنوبی بسته شد و تمام کارکنان توسط دولت فراخوانده شدند.
بارزترین ویژگی آن پارک صنعتی که‌سونگ است که از سال ۲۰۰۴ تا ۲۰۱۶ به عنوان توسعه اقتصادی مشترک با کره جنوبی فعالیت کرد. این پارک در ده کیلومتری (شش مایل) شمال منطقه غیرنظامی کره، واقع شده است. این پارک به شرکت‌های کره‌جنوبی اجازه می‌دهد تا نیروی کار ارزان‌قیمتی را که تحصیل کرده، ماهر و مسلط به زبان کره‌ای هستند را استخدام کنند و در عین حال منبع مهم ارز خارجی را برای کره شمالی فراهم می‌کند.
تا آوریل ۲۰۱۳، ۱۲۳ شرکت کره جنوبی تقریباً ۵۳۰۰۰ کارگر کره شمالی و ۸۰۰ کارمند کره جنوبی را استخدام کرده بودند.
در زمان تنش بین کره شمالی و جنوبی، دسترسی جنوب به پارک صنعتی محدود شد. در ۳ آوریل ۲۰۱۳، در جریان بحران کره در سال ۲۰۱۳، کره شمالی دسترسی همه شهروندان کره جنوبی را به منطقه مسدود کرد. در ۸ آوریل ۲۰۱۳، دولت کره شمالی تمام ۵۳۰۰۰ کارگر کره شمالی را از پارک صنعتی که‌سونگ خارج کرد که عملاً همه فعالیت‌ها را تعطیل کرد. در ۱۵ اوت ۲۰۱۳، هر دو کشور توافق کردند که پارک صنعتی باید بازگشایی شود.
در ۱۰ فوریه ۲۰۱۶، وزارت اتحاد کره جنوبی اعلام کرد که این پارک صنعتی «موقتا» تعطیل خواهد شد و همه کارکنان آن را فراخواندند که تا حدی در اعتراض به ادامه تحریکات کره شمالی، از جمله پرتاب ماهواره و آزمایش بمب هیدروژنی در ژانویه ۲۰۱۶ بود. روز بعد، کره شمالی اعلام کرد که همه کارگران کره جنوبی را اخراج می‌کند و گفت که تمام دارایی‌ها و تجهیزات کره جنوبی را در پارک کارخانه مشترک مسدود خواهد کرد. همه ۲۸۰ کارگر کره جنوبی که در که‌سونگ حضور داشتند ساعاتی پس از اعلام این خبر توسط کره شمالی، آنجا را ترک کردند.